# Jack Yerman
Jack Yerman, född 5 februari 1939 i Oroville i Kalifornien, är en före detta amerikansk friidrottare.
Yerman blev olympisk mästare på 4 x 400 meter vid sommarspelen 1960 i Rom.